# Caleb Antill
Caleb Antill (Camberra, 8 de agosto de 1995) é um remador australiano, medalhista olímpico.

## Carreira
Antill fez sua estreia como representante australiano em 2016 no Campeonato Mundial de Remo Sub-23 em Roterdã. Ele conquistou a medalha de bronze nos Jogos Olímpicos de Verão de 2020 em Tóquio com a equipe da Austrália no skiff quádruplo masculino, ao lado de Jack Cleary, Cameron Girdlestone e Luke Letcher, com o tempo de 5:33.97.